# Castelguglielmo
Castelguglielmo ist eine italienische Gemeinde (comune) mit 1543 Einwohnern (Stand 31. Dezember 2023) in der Provinz Rovigo, Region Venetien. 

## Geographie
Die Gemeinde liegt etwa 20,5 Kilometer westsüdwestlich von Rovigo am Canalbianco.

## Geschichte
Ursprünglich geht der Ort auf die Siedlung Villa Manegii zurück. 1146 erbaute der Herrscher von Ferrara, Guglielmo III. degli Adelardi Marcheselli hier eine Burg, woraus sich der Name Castel Guglielmo ableitet.

## Verkehr
Durch die Gemeinde führt am nördlichen Rand die Strada Statale 434 Transpolesana von Verona nach Rovigo.